# Generator poziomu
Generator poziomu – rodzaj generatora drgań elektrycznych, przyrząd wykorzystywany głównie do pomiarów w telekomunikacji. Służy do generacji sinusoidalnego sygnału elektrycznego o kalibrowanym poziomie napięcia lub mocy. Skala przyrządu cechowana jest zwykle w decybelach.
Wykorzystywany głównie w zestawie pomiarowym z miernikiem poziomu: generator poziomu podłącza się na początku mierzonej linii telekomunikacyjnej, a na końcu toru miernik poziomu. Pomiar spadku napięcia lub mocy sygnału umożliwia ocenę jakości i sprawności danej linii.

## Typowe parametry generatora poziomu
- wyjścia: symetryczne (impedancja wyjściowa: 124 Ω, 150 Ω, 600 Ω i ~0 Ω) i asymetryczne (impedancja wyjściowa: 50 Ω, 75 Ω i ~0 Ω)
- zakres przestrajania częstotliwości: wyjście symetryczne: 50 Hz do 2 MHz; wyjście asymetryczne: 50 Hz do 30 MHz
- poziom generowanego napięcia: –70 dB do +10 dB lub dla poziomu mocy: –80 dBm do +20 dBm
- dokładność nastawy poziomu napięcia (lub mocy): 0,1 dB